# Uçhisar

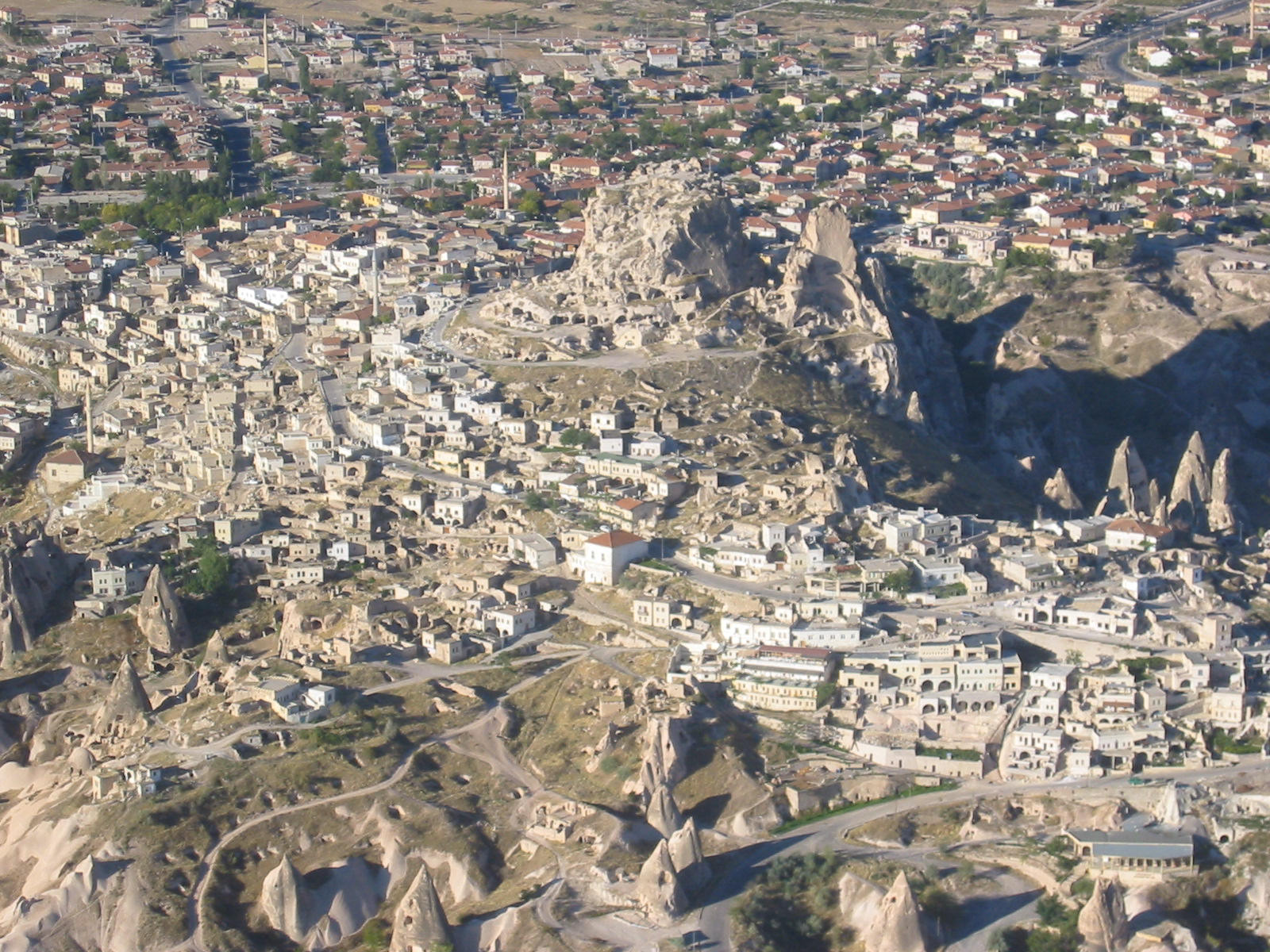
Uçhisar aus dem Blick einer Heißluftballonfahrt

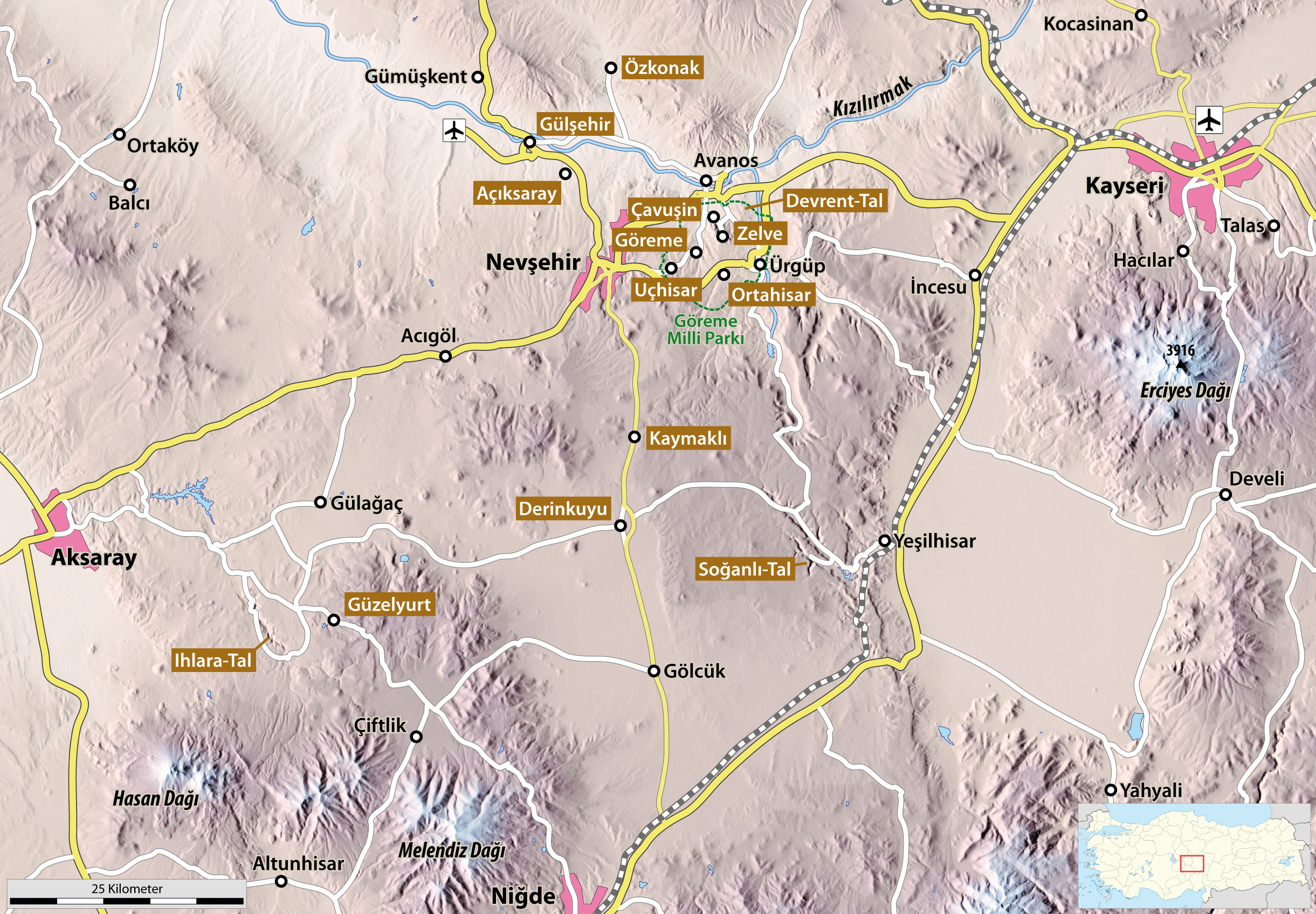
Uçhisar und andere sehenswerte Orte in Kappadokien

Uçhisar ist ein Ort in Kappadokien in der Provinz Nevşehir in der Türkei. Der Ort liegt 7 Kilometer östlich von Nevşehir, 12 Kilometer westlich von Ürgüp sowie 10 Kilometer von Avanos im Süden entfernt.

## Geschichte
Uçhisar wurde in einer Chronik des 14. Jahrhunderts von Aziz Ibn Ardasir erstmals erwähnt. Bereits die Hethiter sollen die natürliche Beschaffenheit der Felsen als Standort und Rückzugsort gegen mögliche Angriffe genutzt haben. Einige Jahre später wanderten Gruppen von Persern und Makedonier in das Gebiet ein. Im 7. Jahrhundert errichteten die Byzantiner eine sogenannte „Pufferzone“, die die islamischen Einfälle verhindern sollte. Die besondere Bodenbeschaffenheit  erleichterte die Verteidigung, während die Tarnung der Gebäude einen zusätzlichen Schutz gegen Angreifer darstellte. Auch die Muslime nutzen nach der Eroberung des Gebiets die Verteidigungsmöglichkeiten aus, indem sie in der Zone kleine Zentren mit Karawansereien schufen.

## Ortsbild und Sehenswürdigkeiten
Dominiert wird Uçhisar von einem 60 Meter hohen Burgfelsen, der von weiter Entfernung sichtbar ist. Dieser Felsen ist durchzogen von zahlreichen unterirdischen Gängen und Räumen, die heute größtenteils zugeschüttet oder unpassierbar sind. Sie dienten als Wohnräume, in byzantinischer Zeit auch als Kloster. Ursprünglich lebten im Burgfelsen etwa 1000 Menschen, heute ist dieser Felsblock jedoch unbewohnt. Besonders sind auch die aus Tuffstein bestehenden Feenkamine, die die umliegende Landschaft prägen.
Noch heute sind die größeren Rauheiten des Bodens deutlich erkennbar. Der Blick aus Richtung Westen auf die Ortschaft gilt als besonders eindrucksvoll. Von hier blickt man auf die Zitadelle, die das höchste Gebäude von Uçhisar darstellt und an die Form eines großen, zylinderförmigen Turms erinnert. Im Ortskern verläuft unter einigen Häusern eine unterirdische, etwa 100 m lange Galerie. Sie wurde in älterer Zeit im Tuffgestein erbaut und diente vermutlich als Verbindungselement zur Außenwelt, um bei Belagerungen die Festung sowie ihre Wasserversorgung zu schützen.
In der Nähe des Ortes liegt das sog. „Tal der Taubenschläge“ (türk. Güverçin Vadisi). An den Felswänden des Tales wurden im Lauf der Jahre mehrere Taubenschläge errichtet. Es handelt sich dabei um Bauten mit großen Frontalflächen. Im Inneren dieser Schläge befinden sich zahlreiche Nischen für heimische Vogelarten. Die durch das Nisten entstehenden Exkremente werden vorwiegend als Düngemittel verwendet. Durch das Tal gelangt man in das von Uçhisar zu Fuß etwa zwei Stunden entfernte Göreme im Nordosten.
Ein großer Teil der Bevölkerung Uçhisars lebt auch heute noch von der Landwirtschaft, der Tourismus spielt aber eine immer größere Rolle. Insbesondere Franzosen und aus Frankreich zurückgekehrte Türken haben begonnen, die malerischen Felshäuschen in touristische Unterkünfte zu verwandeln.

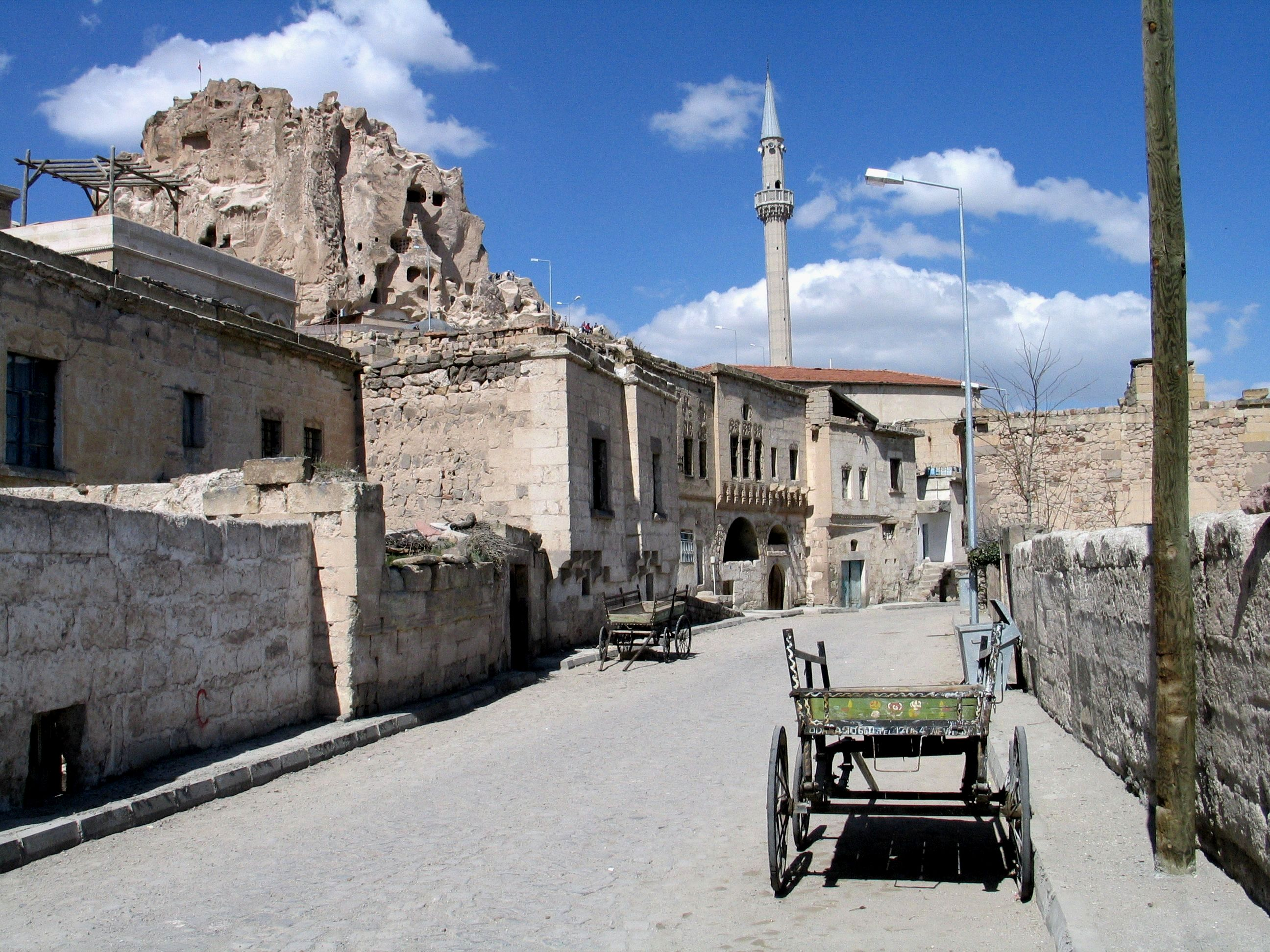
Straße in Uçhisar
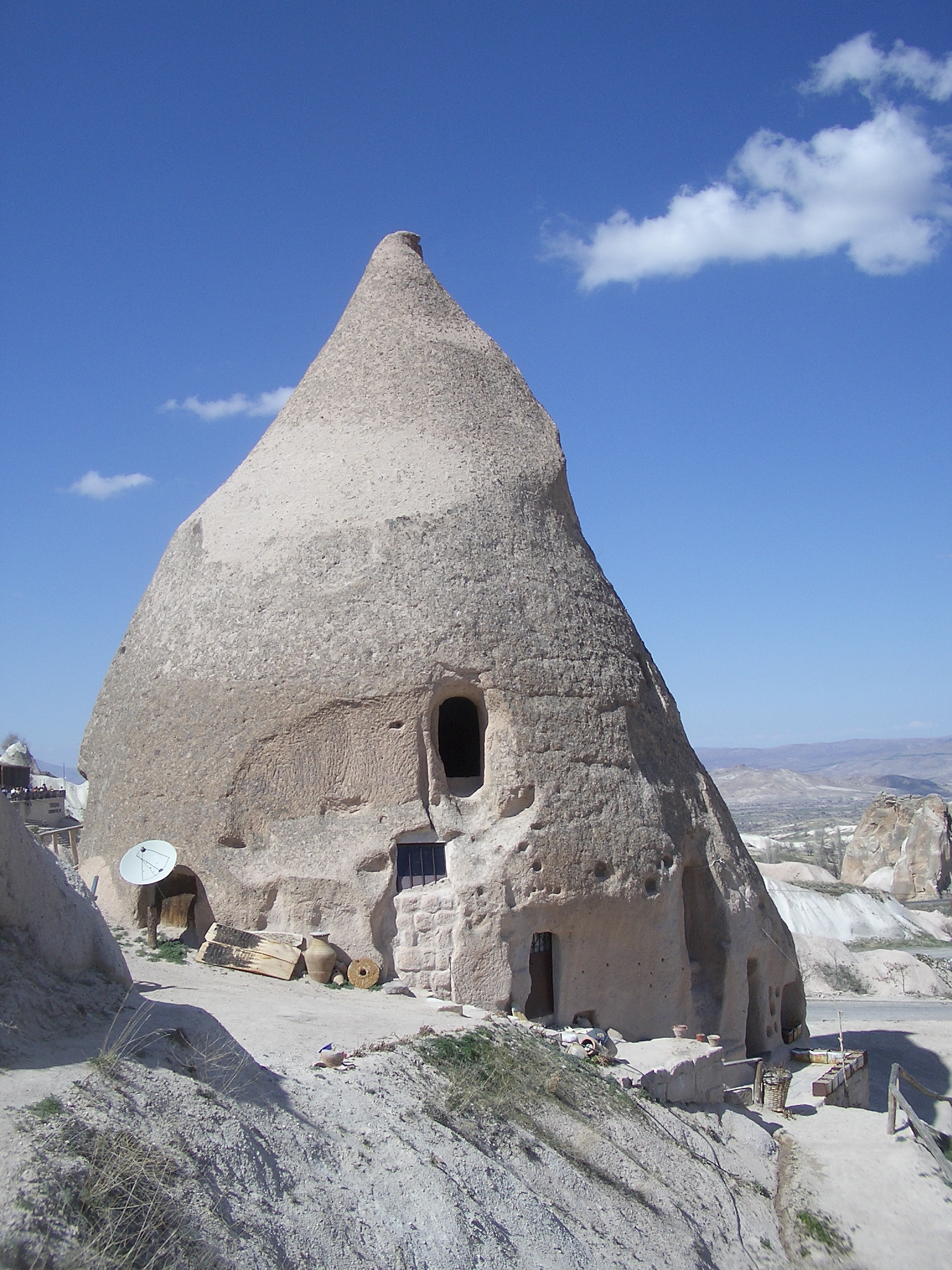
Wohnung im Tuffstein
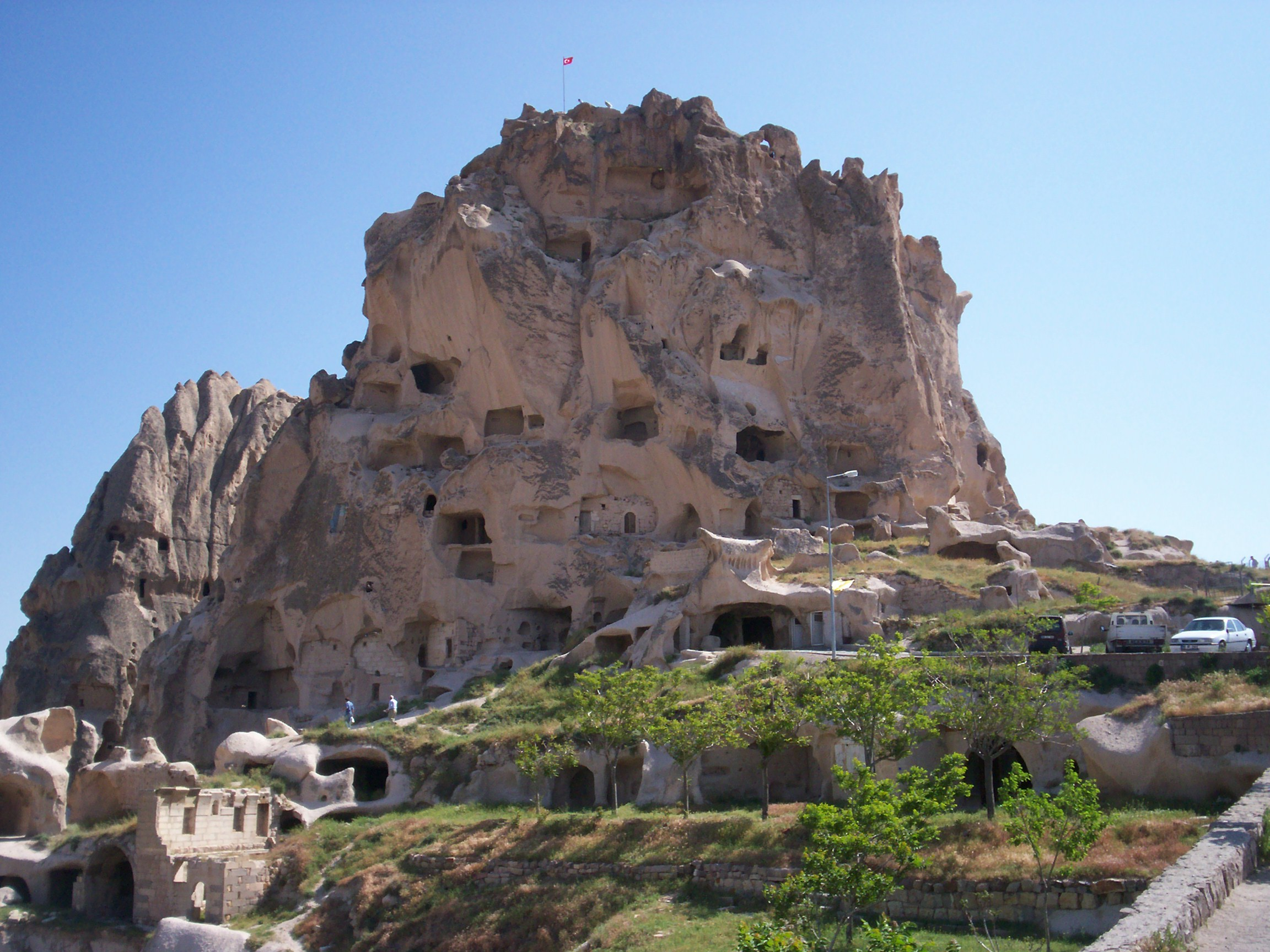
Burgfelsen von Süden